# Epicrionops marmoratus
Epicrionops marmoratus là một loài không chân thuộc họ Rhinatrematidae.
Đây là loài đặc hữu của Ecuador. Môi trường sống tự nhiên của chúng là vùng núi ẩm nhiệt đới hoặc cận nhiệt đới, sông ngòi, và sông có nước theo mùa.